# Stellidia planetaria
Stellidia planetaria là một loài bướm đêm trong họ Erebidae.